# San Giovanni in Orreu
San Giovanni in Orreu, även benämnd Sancti Iohannis in Horrea, var en kyrkobyggnad i Rom, helgad åt den helige evangelisten Johannes. Kyrkan var belägen i närheten av Via Marmorata i dåvarande Rione Ripa, nuvarande Rione Testaccio. Tillnamnen ”Orreu” och ”Horrea” syftar på Horreum Galbae, ett stort horreum, beläget i området.
San Giovanni in Orreu var en av många mindre kyrkobyggnader i nuvarande södra Rione Ripa och norra Rione Testaccio. Enligt Ferruccio Lombardi revs kyrkan under 1400-talets andra hälft eller i början av 1500-talet.

## Omnämningar i kyrkoförteckningar
| Katalog                      | År         | Benämning                         |
| ---------------------------- | ---------- | --------------------------------- |
| Catalogo di Cencio Camerario | 1192       | sco. Iohanni de Orrea             |
| Il Catalogo Parigino         | cirka 1230 | s. Iohannes in Orrea              |
| Il Catalogo di Torino        | cirka 1320 | Ecclesia sancti Johannis in Orreu |
| Il Catalogo del Signorili    | cirka 1425 | sci. Ioannis de orrea             |